# 小林和公
小林 和公（こばやし かずひろ、1967年1月14日 - ）は、群馬県出身の元プロ野球選手（投手）。現在は、日本野球機構審判部所属のプロ野球審判員、審判員番号「14」。

## 来歴・人物
前橋商業高から淑徳大学に進学し千葉県大学野球リーグで4年秋に2部で優勝してMVP、ベストナイン。1988年オフにドラフト外でヤクルトスワローズ入団。担当は安田猛スカウト。
一軍公式戦への出場がないまま、1991年限りで現役を引退。
1993年から、セントラル・リーグ審判員となる。審判番号は入局から2003年まで40だったが、2004年から14。
珍しい左利きの審判である。アウトをジャッジする際は右手で行うがクロスプレー時のパンチアウトはマスクを持ち替え左手で行う審判員の中では小林と木内九二生、青木昴、川上拓斗審判員のみである。
2005年、甲子園で行われた4月28日の阪神タイガース対中日ドラゴンズで小林は球審を務めたが1回表、福留のファウルチップがマスクの左前頭部を直撃し、交代するアクシデントがあった。首の痛みなどを訴えて西宮市内の病院に運ばれた。レントゲンなどの検査で、異常はなかった。なお、試合は、それまで2塁塁審を務めていた本田英志審判員が球審を、控えの杉永政信審判員が2塁塁審を務めて続行された。
2006年8月9日、豊橋市民球場で行われた中日対広島東洋カープ戦において球審を務めた小林は、8回表終了後に広島の投手コーチの清川から「次の投手は永川」という旨の発言を聞いて、これを正式な選手交代の通告と勘違いし、このため、球場の場内放送で「9番、ピッチャー、永川」がコールされた。しかし、監督のマーティ・ブラウンは9番には8回表に代打した松本高明をそのまま入れて遊撃の守備につかせ、2番の梵英心に代えて永川を入れるつもりであったため審判団に抗議した。審判団は誤りを認め、中日の監督の落合博満に「2番・永川、9番・松本」とすることを認めるよう説得したが、落合が納得せず試合が24分間中断した。小林はこの件で厳重戒告と制裁金3万円の処分を科された。
2007年にオールスターゲームに初出場した。
2012年9月27日、札幌ドームで行われた北海道日本ハムファイターズ対千葉ロッテマリーンズ戦で三塁塁審を務め、通算1000試合出場を達成した。
日本シリーズに2回出場。2012年第4戦、2016年第3戦で球審を務めた。
2014年シーズンより、球審の構えをシザーススタンスからスロットスタンスに変更した。
2015年、2回目のオールスターゲームに出場し第1戦で球審を務めた。
2017年に日本で開催されたアジアプロ野球チャンピオンシップ2017に派遣され、1試合に出場した。
2018年、鎌ヶ谷で行われたオープン戦、北海道日本ハムファイターズ対横浜DeNAベイスターズの試合において、日本ハムの投手、宮西尚生の投球を直接右腕に受け、負傷交代してしまった。代わりに3塁塁審の佐々木昌信が球審に入り試合は続行されたが、病院での診断結果は骨折。2018年シーズンの出場が懸念されたが、手術を行い開幕に間に合わせた。その影響でシーズン中は右腕にサポーターを常に着用していた。
2018年6月16日、北海道日本ハムファイターズ対東京ヤクルトスワローズ2回戦（札幌ドーム）で球審を務め、史上93人目の通算1500試合出場を達成した。
2021年シーズンより、サブクルーチーフに昇格。
2022年、3回目のオールスターゲームに出場。
2023年シーズンより一般審判員となる。

## 詳細情報

### 年度別投手成績
- 一軍公式戦出場なし

### 背番号
- 45 （1989年 - 1991年）

## 審判出場記録
- 初出場：1997年4月19日、巨人対横浜 1回戦（東京ドーム）、三塁塁審。
- 出場試合数：2136試合
- オールスター出場：3回（2007年、2015年、2022年）
- 日本シリーズ出場：2回（2012年、2016年）

（記録は2024年シーズン終了時)